# Visar Bekaj
Visar Bekaj (ur. 24 maja 1997 w Prisztinie) – kosowski piłkarz występujący na pozycji bramkarza w albańskim klubie KF Tirana oraz w reprezentacji Kosowa.